# Guillaume de Challant
Guillaume de Challant (pron. fr. AFI: [ɡijom də ʃalɑ̃]; ... – 20 maggio 1431) è stato un vescovo cattolico italiano della famiglia Challant.
È stato vescovo di Losanna dal 1406 al 1431.

## Biografia
Guillaume apparteneva alla facoltosa famiglia nobile valdostana dei signori di Challant. Era figlio di Aimone di Challant e Caterina Provana di Leinì, ed era fratello del cardinale e arcivescovo di Tarantasia Antonio di Challant. Entrò nell'Ordine di San Benedetto, fu abate della Sacra di San Michele e di san Giusto a Susa. Guillaume fu nel 1404 cancelliere del duca Amedeo VIII di Savoia e nel 1406 fu consacrato da Benedetto XIII come vescovo di Losanna.
Prese parte i concili di Perpignano e di Costanza (1414–1418). Nel 1416/17, ordinò una visita della sua diocesi, fondò nel 1419, la Maîtrise des innocents, un centro di formazione per sacerdoti, e terminò i lavori del palazzo episcopale di Sainte-Marie. Permise ai cittadini di Losanna la creazione di un sigillo civico e la fondazione di una comunità ebraica.
Difese la sua posizione come signore laico contro i duchi di Savoia.